# Hermann von Lüderitz
Hermann Friedrich Wilhelm Alexander von Lüderitz (1 tháng 1 năm 1814 tại Orpensdorf ở Stendal – 13 tháng 11 năm 1889 tại Berlin) là Trung tướng và chính trị gia Phổ. Ông đã từng tham chiến trong cuộc Chiến tranh Áo-Phổ (1866) và cuộc Chiến tranh Pháp-Đức (1870 – 1871).

## Tiểu sử
Lüderitz đã tham chiến trong trận Königgrätz vào ngày 3 tháng 7 năm 1866 và trận Gravelotte vào ngày 18 tháng 8 năm 1870, trên cương vị là Trung tướng Chỉ huy Trung đoàn Thiết kỵ binh Cận vệ. 5 năm sau đó, ông giã từ quân ngụ.
Vị tướng này làm chủ các thái ấp (Rittergut) Lüderitz và Schernebeck, đều thuộc huyện Stendal. Từ năm 1877 cho đến năm 1889, ông là đại biểu Quốc hội Đức tại khu vực bầu cử (Wahlkreis) Magdeburg-Osterburg. Ngoài ra, ông còn là một thành viên trong Hội đồng Đại biểu Phổ.
Mộ phần của ông, được ốp bằng khối đá hoa cương lớn, tọa lạc tại Lüderitzer Heide.